# Tyler Wilson
Philip Tyler Wilson (né le 25 septembre 1989 à Lynchburg, Virginie, États-Unis) est un lanceur droitier des Orioles de Baltimore de la Ligue majeure de baseball.

## Carrière
Joueur des Cavaliers de l'université de Virginie, Tyler Wilson est repêché par les Reds de Cincinnati au 35e tour de sélection en 2010 mais ne signe pas de contrat avec l'équipe. Il paraphe sa première entente professionnelle avec les Orioles de Baltimore, qui en font leur choix de 10e ronde en 2011.
Lanceur partant dans les ligues mineures, Wilson passe du club-école de niveau Double-A à celui de classe Triple-A durant la saison 2014 et, après avoir maintenu une moyenne de points mérités de 3,67 en 166 manches et deux tiers lancées au total pour les Baysox de Bowie et les Tides de Norfolk, gagne le prix Jim Palmer remis annuellement au meilleur lanceur de ligues mineures dans l'organisation des Orioles.
C'est comme lanceur de relève que Wilson fait ses débuts dans le baseball majeur pour Baltimore le 20 mai 2015, lançant une manche face aux Mariners de Seattle.